# DN14A
De DN14A (Drum Național 14A of Nationale weg 14A) is een weg in Roemenië. Hij loopt van Mediaș via Târnăveni naar Iernut. De weg is 41 kilometer lang. 